# گریگوری هلادی
گریگوری هلادی (انگلیسی: Gregory Hlady؛ زادهٔ ۴ دسامبر ۱۹۵۴) بازیگر اهل کشور اوکراین است.
از فیلم‌هایی که وی در آن نقش داشته‌است می‌توان به خانم پارکر و محفل شرور، ویولن سرخ، همه ترسها، سمت پنهان ماه، چرخش بوریس و اتاق ممنوعه اشاره کرد.